# Westdijk
Westdijk is een buurtschap in de gemeente Hoeksche Waard in de Nederlandse provincie Zuid-Holland. Het ligt ten noordwesten van Westmaas op de weg naar Reedijk.
Ligging
De buurtschap Westdijk ligt rond de gelijknamige weg (het gedeelte van deze weg Z van het kruispunt met de Buijensweg) en rond de Buijensweg (het gedeelte van deze weg O van het water De Vliet). De buurtschap ligt aan weerszijden van de A29 en ligt direct W van het dorp Mijnsheerenland, N van het dorp Westmaas, NW van het water Binnenbedijkte Maas, NO van het dorp Klaaswaal, ZZW van het dorp Heinenoord, ZZO van het dorp Goidschalxoord en ZO van het dorp Oud-Beijerland.
Statistische gegevens
In 1840 omvat buurtschap Westdijk 46 huizen met 368 inwoners. Tegenwoordig omvat de buurtschap ca. 95 huizen met ca. 225 inwoners.